# Melvisharam
Melvisharam es una ciudad y municipio situada en el distrito de Ranipet en el estado de Tamil Nadu (India). Su población es de 44786 habitantes (2011). Se encuentra a 19 km de Vellore y a 49 km de Kanchipuram.

## Demografía
Según el censo de 2011 la población de Melvisharam era de 44786 habitantes, de los cuales 22655 eran hombres y 22131 eran mujeres. Melvisharam tiene una tasa media de alfabetización del 83,50%, superior a la media estatal del 80,09%: la alfabetización masculina es del 89,53%, y la alfabetización femenina del 77,39%.